# Acropsopilio australicus
Acropsopilio australicus is een hooiwagen uit de familie Caddidae. De wetenschappelijke naam van Acropsopilio australicus gaat  terug op B. K. Cantrell.